# Селиминово
Селиминово е село в Югоизточна България. То се намира в община Сливен, област Сливен.

## География
Село Селиминово се намира в ниските части на Стара планина. На юг граничи със Средна гора. Селиминово е отдалечено на 18 км от областния град Сливен.
Провинцията разполага с ЖП перон по 3-та главна ЖП линия-София-Карлово-Зимница-Карнобат-Варна.
На спирката спират ПВ по направленията – Карлово-Зимница/Сливен(Тулово-Дъбово).
Край селото преминава река Тунджа, а на 15 км на запад от него се намира язовир Жребчево.

## История
Преобладаващата религия е християнството.
В селото има читалище отпреди 80 години.
Има и паметник на загиналите от II световна война.
По време на османската власт селото се е наричало „Карасалии“ в превод от тур. език – „Черна гарга“.
Село Селиминово /Карасарлии/ е разположено западно от с. Гавраилово на около 300 м надморска височина. Според преданието селото възниква върху развалини от старо селище. Някои смятат, че името му произлиза от думата карасулук /мочурливо място/. Други го свързват с карасър /говеда, добитък/. Гара е на жп линия София-Карлово-Бургас. Землището му е в Долината на прасковите. Освен праскови тук се произвежда хубаво грозде, череши, ябълки.
Училището е открито през 1878 г., а черквата му е от 1904 г. Читалището е основано през 1926 г. Самодейният танцов състав към читалището е един от най-представителните не само в региона, но и в страната. Тук играят всички – стари, млади и децата. В Селиминово е роден народният певец Йовчо Караиванов.

## Културни и природни забележителности
Селото се слави с най-хубавите праскови. На около 1 км на юг от селото преминава р. Тунджа. Място за развлечение и отдих. Край реката са разположени големи площи засадени с праскови, лозя и ябълки.

## Редовни събития
Днес в село Селиминово, Сливенско се провежда конкурс за млади изпълнители на народни песни – „С песните на Йовчо Караиванов“.

## Личности
- Йовчо Караиванов – народен певец, роден на 18 март 1926 г. в село Селиминово. Семейството му са потомствени народни певци и свирачи. През 1947 г. завършва гимназиалното си образование в Сливен, а по-късно – Юридическия факултет на Софийски университет. Ученици на Караиванов са Красимир Станев, Слави Бойчев, Тодор Кожухаров, Славка Бойчева, Бинка Добрева, Данислав Кехайов.

На 31 март 1996 г. в НДК с голям фолклорен концерт е отбелязан 70-годишния юбилей на Караиванов. Поздрави към певеца отправят негови колеги и ученици. Часове след концерта Йовчо Караиванов умира. По негово желание е погребан в родното му село.